# Rhyssemus carinatus
Rhyssemus carinatus är en skalbaggsart som beskrevs av Riccardo Pittino 1984. Rhyssemus carinatus ingår i släktet Rhyssemus och familjen Aphodiidae. Inga underarter finns listade i Catalogue of Life.